# Chetah Bilé
 (mars 2025).
Chetah Fondjio Prudence, épouse Bilé est une journaliste née le 4 mai 1978 à Mbalmayo. Originaire des hauts plateaux de l'ouest, elle est mariée à Olivier Anicet Bilé, acteur de la scène politique et communicationnelle camerounaise.

## Biographie

### Éducation
Chetah Bilé est l'aînée d'une fratrie de 6 enfants composée de 4 garçons et 2 filles. Cette catholique pratiquante commence ses études à l'école maternelle de la CNPS de nkolndongo à Yaoundé, poursuit sa scolarité primaire à l'école publique annexe d'essos 2, où elle obtient son CEPE. Cette dernière entame ensuite le secondaire au lycée bilingue d'essos. Après un échec au probatoire C, la jeune fille à ce moment là choisit de poursuivre ses études en série A au lycée de Soa à la périphérie de la capitale du Cameroun. Elle y décroche son baccalauréat. Chetah Bilé présente le concours de l'ESSTIC pour devenir journaliste, motivée par le désir de retrouver l'attention de son père, qui semble l'ignorer lors de la diffusion du journal, présenté durant cette période là, par Denise Epoté. Elle en ressort diplômée en 2000.

### Carrière
En 1999, la journaliste entre comme reporter au quotidien mutations. Elle y gravit les échelons et devient chef service de 2000 à 2002. L'intéressée est ensuite recrutée à la CRTV  grâce au Pr Gervais Mendoze, Directeur général de l'époque. Sa vie professionnelle à  la télévision nationale est marquée par plusieurs étapes notamment: de 2002 à 2003, elle travaille dans la région de l'extrême nord et rejoint par la suite le poste national de 2003 à 2011.
De 2011 à 2015 elle est promue chef service des magazines politiques, puis devient rédactrice en chef déléguée  de 2015 à 2017. Depuis 2017, cette professionnelle du journalisme occupe le poste de rédactrice en chef soirée à la CRTV.
La reporter est par ailleurs maman d'un garçon qu'elle a eu avec Olivier Anicet Bilé, son époux.

### Distinctions
En 2019, cette voix de la radio est couronnée meilleure journaliste radio par les African Ascom Price Awards. Elle partage cette distinction décernée par ses pairs avec l'ensemble de l'équipe de CRTV Radio, dont elle est chargée. Cette distinction précède celle obtenue à Brazzaville, au Congo, le 25 février 2022, où elle est récompensée comme meilleure présentatrice de journal Radio.